# Висицкий
Урочище Висицкий — ранее здесь располагался хутор Висицкий. Хутор возник в XVIII веке, название своё получил по фамилии переселенца Семена Висицкого, был населён крепостными крестьянами.

## История
Земли по течению реки Россошь и её притоку с северо-запада реки Песчаная ещё в середине XVIII века самовольно и незаконно захватили С. И. Тевяшов и Максим Куколь из Острогожского полка. Земли по течению реки Россошь были заливными лугами и местами сильно заболочены. Поэтому Тевяшовы и их наследники Чертковы не спешили заселять эти земли. В начале XIX века помещик Николай Чертков из села Кокорево Орловской губернии переселяет крепостных крестьян на пустующие земли у реки Россошь. На правой стороне реки Россошь у Чертковых были владельческие хутора: Ольховик и Висицкий. На карте Калитвянского уезда на месте хутора Висицкого указан хутор Колиухов. Хутор был образован первыми переселенцами из Украины в начале XVIII века (1712-1740 годы). В дальнейшем рядом с этим хутором Семен Висицкий основал свой хутор (1750-1775 годы). В дальнейшем это хутора: Большой Висицкий и Малый Висицкий Россошанской волости Острогожского уезда. Судя по карте 1792 года также имел наименование слобода Нагольная. По данным 1850 года хутор населён крепостными крестьянами, имел 43 двора.
| №    | Название  | Тип       | Положение                     | Уезд / Стан           | Местность                                | От уезд. города | От станов. кварт. | Дворов | Мужчин | Женщин |
| ---- | --------- | --------- | ----------------------------- | --------------------- | ---------------------------------------- | --------------- | ----------------- | ------ | ------ | ------ |
| 2366 | Виситский | хутор вл. | при рч. Россоши и яре Мамаеве | Острогожский уезд / 3 | По правую сторону Новочеркасского тракта | 83              | 42                | 40     | 157    | 166    |

В слободе Николаевка Россошанской волости в конце XIX века, начало XX века помещиком был Павел Владимирович Родзянко (1854—1932) г.г. Земли располагались возле слободы Николаевка и хуторов: Висицкого, Самойленкова, Скорорыба.
15 июля 1957 г. хутор Висицкий перешёл из Поповского сельского Совета в Новопостояловский сельскому Совет. Позже в связи с полным переселением жителей решением Воронежского облисполкома был сняты с учёта.

## Легенды

### Битва князя Игоря с половцами
В округе Висицкого находится восемь курганов: один у Лебяжьего озера и два за ним, два возле Маленького Висицкого, по одному в стороне Конного Лужка, у Кокаревки и выше железнодорожной будки.
Самый известный, издавна привлекающий внимание — курган у Лебяжьего озера. Бытовала легенда о зарытом в нём кладе и кровопролитной битве у озера. Алексей Поливанов тщательно проанализировал старинные картографические материалы, провёл работу по совмещению текстов Ипатьевской и Лаврентьевской летописей, использовал данные астрономии, географические сравнения, математический анализ и сведения о военной тактике и стратегии того времени. На основании этой гипотезы он утверждал, что бой дружины князя Игоря с половцами произошёл на месте современного города Россошь и северной части Россошанского района между Ольховаткой и Россошью. Реки: Сальница, Сюурлий, Каяла соответствуют: Чёрной Калитве, Ольховатке и Сухой Россоши. В «Слове о полку Игореве» упоминается этап битвы вокруг большого озера.
Краевед А. Я. Морозов поддержал гипотезу Поливановых. У жителей бывшего хутора Висицкого Россошанского района, расположенного севернее Россоши на берегу реки Сухая Россошь из поколения в поколение передавалась легенда о том, что в стародавние времена здесь произошла большая битва. Между с. Николаевка (в настоящее время это часть с. Поповка) и хутором Висицкий есть место с названием «Великий Пристин», так это место называли местные жители издавна. Там высокий берег реки Сухая Россошь, а на верху были болота и озёра. На одном из которых постоянно жили лебеди и поэтому его называли Лебяжьим. Вот на этом возвышении у «Великого Пристина» давным-давно была битва. Та битва продолжалась день и ночь и ещё день, и все русские люди были побиты. Много людей, оружия и золота было потоплено в озёре и окружавших его болотах. Среди жителей хутора Висицкого было распространено поверье, что ночью на это место ходить нельзя, потому что его посещают приведения и стоны из под земли раздаются… В настоящее время озера нет, только впадина без воды. В поле вокруг горбятся курганы, которые посещают «черные копатели», скорее всего курганы всё же имеют скифское происхождение. Однако, в Россошанском краеведческом музее есть артефакты, косвенно подтверждающие, что сражение князя Игоря с половцами могло произойти у слияния речки Сухая Россошь и Чёрная Калитва.

### Клад на Лебяжьем озере
Интересное место расположения Лебяжьего озера — на высоком бугре, примерно в полукилометре от обрывистого правого берега Сухой Россоши. Старожилы рассказывали, что озёро было очень глубоким. В нём не купались. Но волов на водопой приводили. Животные пили воду, стоя на берегу, и никогда не заходили в воду, как на речке, — боялись глубины. Одна из версий появления озёра — метеоритное происхождение, хотя вероятнее всего это карстовое понижение. Подобных водоёмов в округе нет. Обычно вода пробивается у подошвы меловых круч родниками или ручьями. В районе Желоба (за Екатериновкой) до первой трети XX века вода била из горы фонтаном полутораметрового диаметра. Теперь вода вытекает ручьём, образуя в низине пруд. На Лебяжьем озере вода стояла в одной поре. Судя по названию, на нём садились на отдых перелётные птицы. Весной охотники добывали на озёре уток. По легенде клад хранился в кургане у озёра. И якобы, достать его можно было только ночью. Сколько раз копатели принимались за дело — неизвестно. Огласку получил случай с Брынько Василием и Руденко Тихоном. Вернулись они ни с чем, точнее с испугом. Рассказывали, что выкопали глубокую яму. И вдруг выброшенная земля начала сыпаться на копателей. Возможно, земля лежащая на краях, стала осыпаться. Разбираться приятели не стали, решили уйти подобру-поздорову. О затеи как-то узнали, пришлось рассказать и о финале.
В период оккупации в Копанках квартировал потомок владельца земли у Лебяжьего озера. И якобы, он приезжал за оставленными сокровищами. Потомок, скорее всего, из рода Родзянко. Чертковы продали Николаевское имение с прилегающими землями генерал-майору П. В. Родзянко в конце XIX века. Тот, к 1910 году, продал свои 6400 десятин Воронежскому отделению Крестьянского Поземельного Банка. Потомок «пана», хорошо говорящий по-русски, квартировал в доме Левченко Виктора Андреевича (он в ту пору был подростком). Немец был в числе первых оккупантов и на второй день пребывания с небольшим отрядом отправился на Лебяжье озеро. Этот отряд велосипедистов встретила жительница Висицкого Круподёрова Дарья Илларионовна. Немец представился внуком пана и попросил показать на карте Лебяжье озеро. Женщина была неграмотной. Объяснила, как могла, про озеро и указала дорогу. Приезжал ли потомок владельца земли за оставленными ценностями или посмотреть на бывшие владения — неизвестно. Но ценности в кургане были. Возвышенность в 1980-х годах сильно распахали копанчане. А потом раскопали искатели кладов. В 2010 г. несколько серебряных монет-чешуек, остатки кольчуги и щита в разрытой яме глубиной три метра обнаружил Черкасов Леонид (внук Слепцовой Марии). В 1960-е годы Фоменко Павел Егорович пас коров в районе Лебяжьего озера. Нашёл серебряное стремя.
Находилось ли в кургане одиночное захоронение или братская могила древних воинов? Однозначно, кровопролитная битва была на всей территории, охватывающей группу курганов. Кто и с кем воевал однозначного ответа нет. Победители своим павшим соратникам соорудили курганы. А как поступали в те времена с погибшими противниками? Сколько их затянуло илом и смытым чернозёмом! В 40-60 годы большие разливы вымывали черепа человеческие и лошадиные, останки скелетов, сломанные мечи и прочие артефакты. Вести сражение на ограниченном пространстве у Лебяжьего озера было крайне неудобно. Более слабый противник попадал в ловушку. Отступать некуда. Сухая Россошь с безымянным притоком опоясывали восточную, южную и западную часть холма. Река, судя по курганам на стороне Кокаревки, в ширину достигала около 1000 метров. Ниже Лебяжьего озера правый берег Сухой Россоши представлял высокую отвесную стену — Пристин.

### Мистические истории
В районе Маленького Висицкого россошанские школьники вели археологические раскопки. Раскопали курган, да так и оставили. На Маленьком Висицком кокаряне пасли в те годы сельское стадо. Лаптиёв Анатолий Васильевич зачем-то положил несколько косточек в целлофановый пакет, принёс на своё подворье и оставил у калитки, куда входила с пастбища корова. Корова остановилась перед калиткой, ревела-бутела, но во двор так и не вошла. Хозяин не сразу понял, в чём дело. Пришлось убрать косточки и отнести на прежнее место.
В историю клада у Лебяжьего озера можно добавить ещё немного мистики. Необычные, но схожие в общих чертах сны видели люди незнакомые между собой. Жительница Копанок в начале 2000-х годов видела сияющие звёзды над храмами в своём хуторе и в Поповке. Третья звезда мерцала над Лебяжьим озером. Послышалось пророчество: «Клад откроется, когда будут построены храмы». Женщина тогда не знала ни про предстоящее строительство храма в Поповке, ни про будущий молитвенный дом в Копанках. Примерно в то же время — в 2000-х годах житель Россоши видел во сне себя в Висицком и небесный храм над Лебяжьим озером. Через время в Копанках начали собирать средства на обустройство места поклонения иконе «Взыскание погибших». Обратившийся с молитвой к этому образу в трудных обстоятельствах может рассчитывать на помощь Пресвятой Богородицы. В Поповке более 10 лет собирали средства и строили храм Покрова Пресвятой Богородицы на месте церкви, разрушенной в 30-е годы. В феврале 2022 г. возведены стены и купол.